# Homer dans l'espace
Homer dans l'espace (Deep Space Homer) est le quinzième épisode de la saison 5 de la série télévisée d'animation Les Simpson.

## Synopsis
Homer est de plus en plus vexé de voir les autres le prendre pour quelqu'un de lent et bête allant jusqu'à perdre son estime. Après un coup de fil anonyme à la NASA dans le bar de Moe, la Nasa a repéré Homer comme quelqu'un de "moyen", qui arrangerait leur manque d'audience à la télé. Ils se rendent au bar où Homer se trouve encore, mais ne voulant pas avouer, il dénonce Barney, pour finir, Homer et Barney devront subir des tests pour savoir qui sera astronaute dans le prochain voyage, Barney en manque d'alcool lors des tests a craqué, Homer Simpson devient donc l'astronaute. Il est d'abord réticent mais finit par partir, accompagné par Buzz Aldrin. Hormis l'invitation de Homer, le voyage consiste à voir si les fourmis peuvent trier des petites vis dans l'espace. Pendant le voyage, Homer ouvre un paquet de chips, elles s'envolent dans la cabine il les rattrape en les mangeant et finit par casser la vitre où se trouvaient les fourmis. Pendant ce temps, les gens de la base sur Terre on fait venir James Taylor pour chanter, alors que des problèmes techniques arrivent dans la navette à cause de fourmis introduites dans les appareils, James Taylor a l'idée d'ouvrir la porte pour faire un appel d'air et faire partir les fourmis. Les fourmis et les morceaux de chips sont tous partis mais la porte casse, Homer par pur hasard arrive à refermer la porte avec la barre de carbone inerte. Ironie du sort, finalement ce ne sera pas Homer le héros mais la barre, comme au début elle fut l'employée de la semaine à la place de lui.

## Invités
- James Taylor
- Buzz Aldrin